# Ernst Richter
Ernst Friedrich Eduard Richter (ur. 24 października 1808 w Großschönau, zm. 9 kwietnia 1879 w Lipsku) – niemiecki kompozytor, pedagog i teoretyk muzyki.

## Życiorys
Ukończył gimnazjum w Żytawie, następnie studiował teologię na uniwersytecie w Lipsku. Uczył się muzyki u Christiana Theodora Weinliga. Po utworzeniu w 1843 roku konserwatorium w Lipsku został w nim wykładowcą harmonii i kontrapunktu. W latach 1843–1847 dyrygował lipską Singakademie. Był organistą Peterskirche (od 1851) i Neukirche (od 1862). Od 1868 roku był kantorem Thomasschule i dyrektorem muzycznym Nikolaikirche.

## Twórczość
Był autorem utworów religijnych: kantat, psalmów, mszy. Pisał także utwory kameralne, fortepianowe i organowe. Najbardziej znany był jednak jako teoretyk muzyki, autor podręczników z dziedziny harmonii, kontrapunktu i fugi. W swoich pismach traktował przedmiot ogólnie, omawiając go w przejrzysty sposób, odpowiedni dla nauczania wstępnego. Opublikował prace Die Grundzüge der musikalischen Formen und ihre Analyse (Lipsk 1852), Lehrbuch der Harmonie (Lispk 1853, przekłady ang., szw., ros., pol., wł., fr., hiszp. i hol.), Lehrbuch der Fuge (Lipsk 1859, przekład ang. i fr.), Katechismus der Orgel (Lipsk 1868), Lehrbuch des einfachen und doppelten Kontrapunkts (Lipsk 1872).